# Salomon Morel
Salomon Morel, Solomon Morel či Šlomo Morel (15. listopad 1919, Garbów, Powiat Lubelski, Polsko – 14. únor 2007, Tel Aviv, Izrael) byl polský komunistický důstojník a válečný zločinec židovského původu.
Salomon Morel byl od února do listopadu roku 1945 velitelem polského koncentračního tábora Zgoda v Świętochłowiciach ve Slezsku. Je zodpovědný za vraždy více než 1500 civilistů, internovaných do zmíněného koncentračního tábora, ale i za vraždy polského civilního obyvatelstva.
Když mu v roce 1994 začalo hrozit trestní stíhání, unikl do Izraele. Izraelské orgány odmítly požadavek polských vyšetřovatelů o vydání do Polska trestnímu stíhání kvůli podezření ze spáchání válečných zločinů a zločinů proti lidskosti.
Na jeho případ upozornil novinář John Sack, ve své knize Oko za oko. Sack byl kvůli tomu označen za antisemitu. Současně byla vyvolána diskuze o zločinech Židů páchaných na Němcích v období druhé světové války a těsně po ní a o přístupu k jejich trestání.